# Mosquera (Cundinamarca)
Mosquera es un municipio  colombiano ubicado en el departamento de Cundinamarca, dentro de la Provincia de Sabana Occidente. Con su casco urbano conurbado con Bogotá, Madrid y Funza, Mosquera forma parte de la amplia área metropolitana de Bogotá. Según el censo DANE 2018, Mosquera tiene un peso demográfico significativo en esta región.
En los últimos años, Mosquera ha experimentado un aumento en la construcción de barrios de interés social debido a su conexión con la capital y los precios accesibles de la propiedad. Este crecimiento ha atraído también a una gran cantidad de empresas a establecerse en el municipio, contribuyendo a la vocación industrial de Mosquera, que se caracteriza por el procesamiento de alimentos y materiales de construcción.

## Toponimia

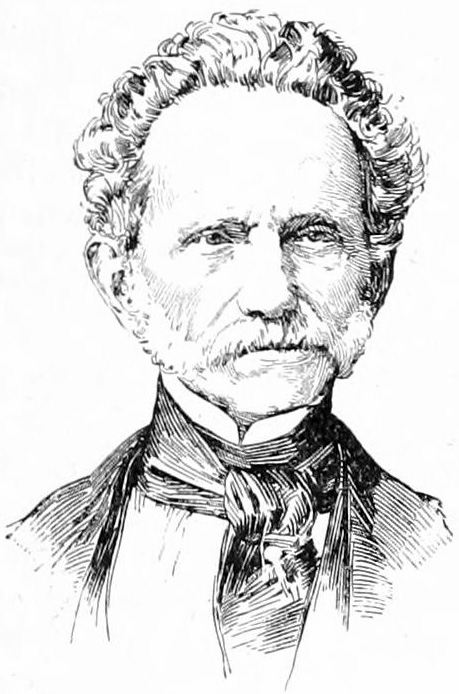
Tomás Cipriano de Mosquera.

### Origen lingüístico[3]
- Familia lingüística: Indoeuropea
- Lengua: Latín

### Significado
Mosquera probablemente es una expresión de origen latino derivada de muscarium "hervidero o gran grupo de moscas". Mosquera también deriva del árabe mosqueta "clase de flor". Otro origen del término mosquera es el que se presenta como derivación de la voz latina musca, que designa a "ladrones que hurtan la comida".
Mosqueta se origina en el latín muscum-muscus, que significa "almizcle, almizclar", términos que nombran las sustancias odoríferas. Musca es una expresión proveniente de la raíz latina mus, que significa "hurtar, robar". Del latín musca "mosca" que dio en castellano mosca con adición del sufijo -era "lugar donde abunda".
El origen de tan peculiar palabra -mosquera- está en el hecho de que una herida en la cabeza, al no poder vendarse, es un auténtico imán para las moscas. También pudiera ser que el nombre se aplicase anteriormente a las heridas en animales, como burros, mulos o vacas, que están rodeadas de pelo y atraen a las moscas. Posteriormente, por analogía se habría aplicado a las heridas en la cabeza de las personas, que por ser zona con pelo, tiene apariencia semejante.
También esta palabra puede referir a un nombre topográfico de alguien que vivía en un lugar que estaba infestado de moscas o mosquitos.

### Origen / Motivación
El 27 de septiembre de 1861, durante el periodo republicano, el general Tomás Cipriano de Mosquera lideró un ejército revolucionario y asumió el poder.
Con decreto de 27 de septiembre de 1861 el gobernador Justo Briceño y su secretario de Gobierno José María Vergara y Vergara le cambian el nombre al sitio conocido como población de Cuatro Esquinas de Funza donde se juntaban los caminos del occidente y las balsillas por el de Mosquera, con el fin de establecer un centro de poder con el fin de crecer la importancia social, política y económica de la población. En principio se pensó en homenaje a Tomás Cipriano de Mosquera pero en años posteriores Vergara y Vergara aclaró que el nombre del distrito y población venía del ilustre arzobispo Manuel José Mosquera, hermano del caudillo.

### Nombres históricos
- Cuatro Esquinas (siglo XVII)

## Geografía
El municipio de Mosquera está situada en la Provincia de Sabana Occidente, en el Departamento de Cundinamarca, sobre la Cordillera Oriental.

### Límites
| Noroeste: Madrid (veredas Boyero y La Estancia entre el Río Subachoque, cerro Tibaytatá y humedal Laguna de la Herrera y su conurbación con el sector de Casablanca) | Norte: Funza (conurbación San Andrés)          | Nordeste: Funza (conurbación La Ramada del Hato)                                                                                    |
| Oeste: Bojacá |                                                | Este: Bogotá, D.C Localidades de Kennedy y de Fontibón (desde el Aeropuerto El Dorado hasta la UPZ Las Margaritas Calle 49 Sur)     |
| Suroeste: Soacha (Corregimiento 2, vereda Canoas) | Sur: Soacha (Corregimiento 2, vereda Bosatama) | Sureste: Bogotá, D.C Localidad de Bosa. (desde la UPZ El Porvenir -Calle 49 Sur- y Tintal Sur hasta desembocadura del Río Tunjuelo) |

### Fisiografía y Hidrología

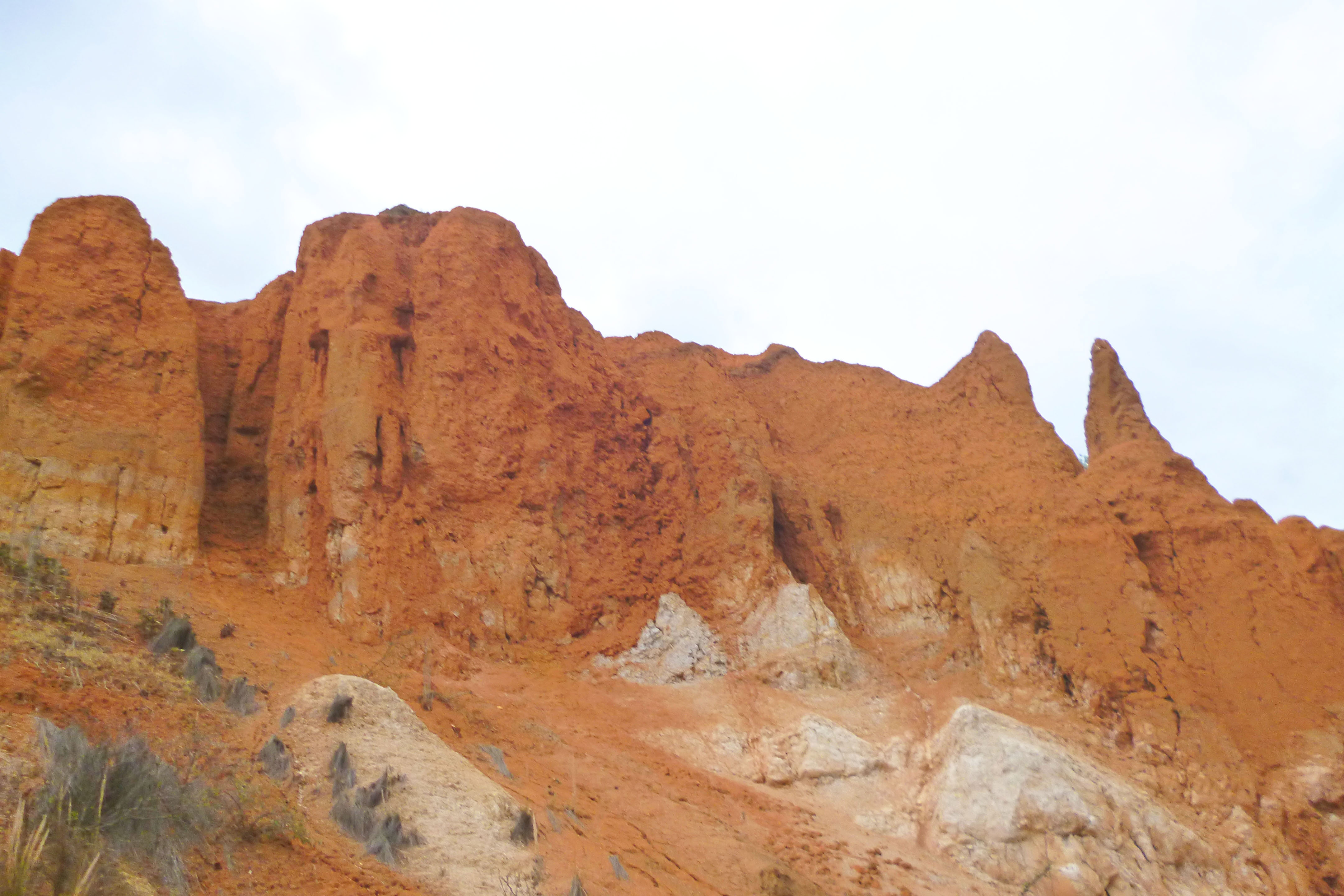
Roca erosionada en una de las lomas del Desierto de Sabrinsky, nombre del cual viene de la película Zabriskie Point de Michelangelo Antonioni.

El territorio de Mosquera es variado y diverso en cuanto a suelos y cuerpos de agua. La Sabana abarca la mayor parte de su territorio, pero también existen zonas montañosas destacadas por sus cerros imponentes, como el Gordo, que es muy visible desde el municipio, así como desde las localidades de Soacha y Bosa. Además, los Cerros de La Herrera y Mondoñedo también son dignos de mención, especialmente debido a la zona erosionada conocida como el desierto de Sabrinsky, que es rica en ecosistemas subxerofíticos, donde las lluvias son escasas. 
En cuanto a los cuerpos de agua, el territorio de Mosquera es bañado por los ríos Bogotá y Subachoque. El Subachoque, junto con el Bojacá en frontera con el municipio de Madrid, en el caserío de Los Puentes, forma el río Balsillas, que desemboca en frontera con Soacha en el sector del Tabaco. Estos ríos son importantes para la vida y el medio ambiente de la región, y ofrecen diversas oportunidades de recreación y turismo.

#### Humedales

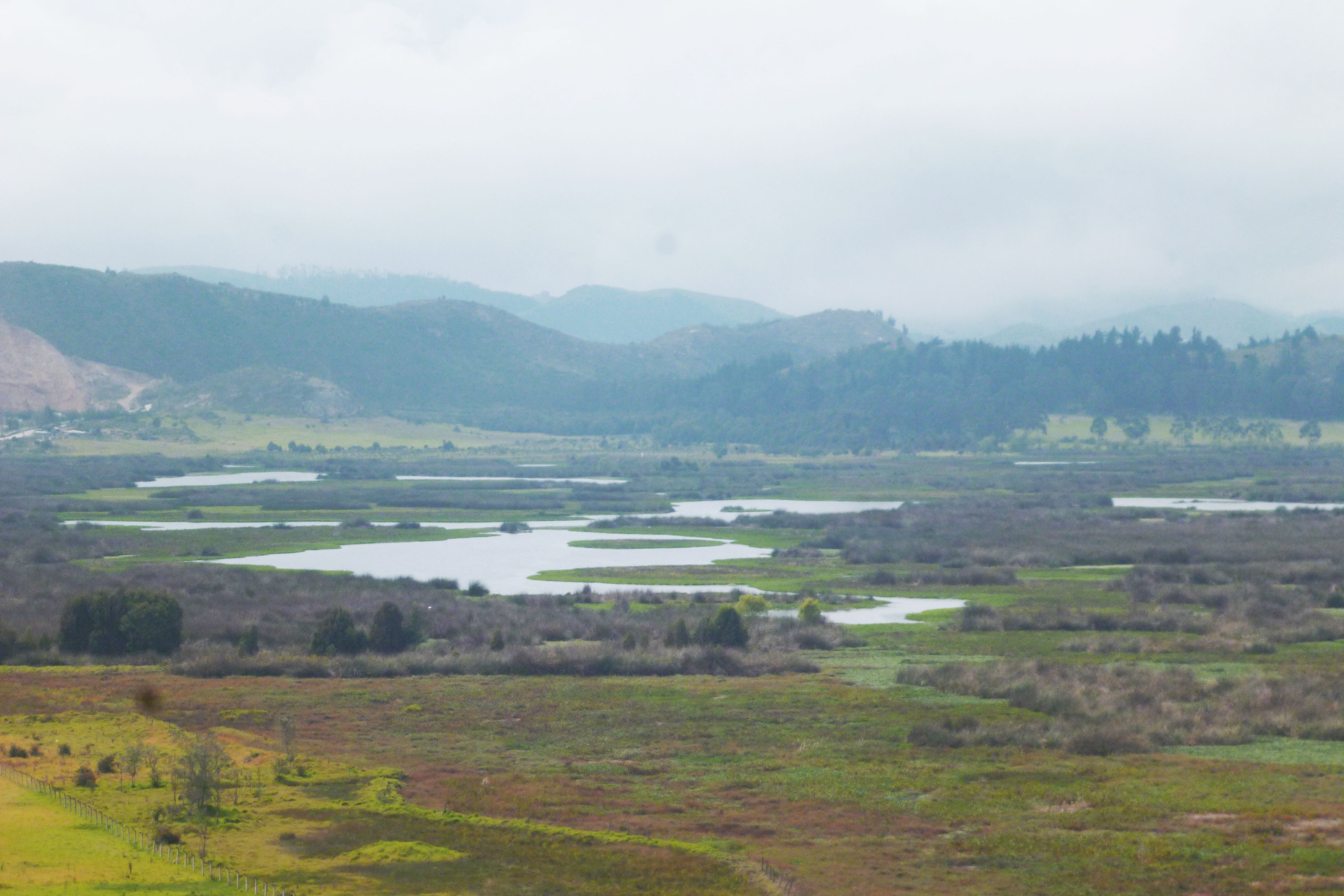
Laguna la Herrera.

Mosquera conserva gran mayoría de los humedales de la zona occidental del departamento. 
Laguna de la Herrera: La Laguna de la Herrera es un importante cuerpo de agua situado en el suroriente de la cuenca hidrográfica del río Bojacá, en el costado suroccidental de la Sabana de Bogotá. La laguna está formada por una serie de bajos y depresiones comprendidos entre la hacienda de Serrezuela y Casablanca de Madrid al norte y las lomas de Mondoñedo y Vista Hermosa al sur, con una profundidad máxima de 2 metros y una extensión de 21.200 hectáreas.
Con una superficie aproximada de 4,5 km², es el recurso hídrico más grande de la sabana, pero con el tiempo ha sido afectado por la deforestación y la explotación minera, lo que ha causado una progresiva disminución de su extensión y la pérdida de una gran variedad de especies animales y vegetales que dependen de ella. Actualmente, ha perdido más del 50% de sus aguas, las cuales han sido reemplazadas por extensiones de pastos que son alimento del ganado lechero de la región. Además, su agua es utilizada para el regadío de cultivos agrícolas y por algunas empresas floricultoras, lo que ha contribuido a su secamiento.
El nombre de la laguna probablemente se originó del apellido de los Olaya de Herrera, una prestigiosa familia que vivía en la zona en ese entonces, según explica el historiador Miguel Aguilera en su monografía histórica del municipio de Mosquera.

### Ecología
Fauna: Casi todas las especies de animales que se pueden encontrar en Mosquera son mamíferos como el Conejo de monte, el Comadreja, el chucha, el Murciélago, la Nutria; algunos ratones y Zorros. Aves como la Garza, la mirla patinaranja, las Monjitas,el Parula, el Tingua de Bogotá, el Zambullidor Y varias especies de colibríes y aves migratorias de Estados Unidos y Canadá como el Gualón, el gavilán blanco, el halcón patero, especies de Patos, como el Pato Canadiense y el Pato cola de Gallo. Las especies de anfibios son pocas pero existen algunas como la rana, el coquí, el Lagarto reptiles como la serpiente tierrera y Peces como el Guapuchas y la Trucha Arco Iris. también se crían vacunos, equinos y caprinos.
Flora: Mosquera posee una gran variedad de vegetación, principalmente acuática; las principales especies vegetales son el Pasto Kikuyo, el Barbasco, el Botoncillo, el Buchón de agua, el lirio acuático, la Cortadera, la Espadaña, la Guaba, el Helecho de agua, Junco, el Junco pequeño, la Lenguevaca, la Lenteja de agua y la sombrilla de agua son los principales.

### División Político-Administrativa
Su cabecera municipal se encuentra dividida en los barrios: Cuatro Esquinas (centro), La Esperanza, La Arboleda, Santana, Villa Marcela, Alicante, El Poblado, El Cabrero, La Esperanza, Villa Nueva, Villa Cety, El Diamante, El Porvenir , Los Puentes y las ciudadelas residenciales El Trébol, Los Puertos, Novaterra, Hacienda Alcalá, Quintas de Serrezuela, Ciudad Sabana y Ciudad del Sol; las industriales Agroindustrial y San Jorge.
El municipio tiene bajo su jurisdicción los siguientes centros poblados: Parcelas, Pencal y Quintas de Serrezuela.
Además, también está compuesto con las siguientes veredas: Balsillas, San José, San Jorge, San Francisco y Siete Trojes.

## Historia

### Prehistoria hasta 1861
El territorio es conocido por su riqueza en yacimientos paleontológicos y arqueológicos, que han sido objeto de estudio en los últimos años. Además, la región cuenta con fascinantes manifestaciones de arte rupestre, como dibujos hechos con tinta roja en los acantilados. Estos fueron descubiertos científicamente por el investigador José Royo Gómez, del Servicio Geológico Nacional y director del Museo de Paleontología de la Universidad de California, quien exploró la zona en 1951. Durante su investigación, encontró un valioso depósito de animales fósiles correspondiente a la era cuaternaria, incluyendo el perico ligero y la mandíbula de un mastodonte, cuyas vértebras y colmillos grandes aún se conservan. Estos yacimientos se encuentran en las fincas de Mondoñedo y Aguas Claras, que hoy en día están dedicadas a la cría de ganado.
El fragmento de cerámica zoomorfa con incisiones en el lomo, encontrado por José Royo Gómez en las cercanías de los depósitos fósiles, resultó ser de gran interés para la investigación. Al principio, se consideró que este objeto no encajaba en la tipología de cerámica del área muisca, pero presentaba similitudes con fragmentos hallados en la Laguna de Guatavita y entregados al Instituto Colombiano de Antropología e Historia por el señor Peter Schuler en 1950. La pieza fue descubierta en una capa geológica antigua, compuesta de fango y ceniza, que actualmente cubre gran parte de los cerros de la zona. Según los científicos, este estrato es más antiguo que el correspondiente a la cultura muisca y pertenece a un lago anterior que cubrió la zona.
En la época precolombina, el río Balsillas marcaba el límite entre los habitantes de la región y los panches, gracias a las balsas de junco que utilizaban los indígenas muiscas para proteger su territorio de las invasiones de sus agresivos vecinos. Esta ruta fue denominada como tal por los conquistadores españoles.
El conquistador español Gonzalo Jiménez de Quesada llegó a la región en su misión para conquistar la Sabana de Bogotá. Durante su expedición, pasó por varios lugares, incluyendo Zipaquirá, Guachetá, Suesca, Chía y finalmente Funza, donde el actual territorio formaba parte de su jurisdicción como el caserío de Cuatro Esquinas. Según los libros parroquiales de Cuatro Esquinas, en 1686, el sector noreste de Mosquera era conocido como Guayacundo, en honor del capitán español Francisco Guayacundo, quien dominaba una pequeña tribu indígena llamada Chinza en esa zona. Tras su muerte, el sector tomó su apellido. Debido a la rentabilidad de las cosechas de las pequeñas granjas en la zona, los españoles le dieron posteriormente el nombre de Siete Trojes.

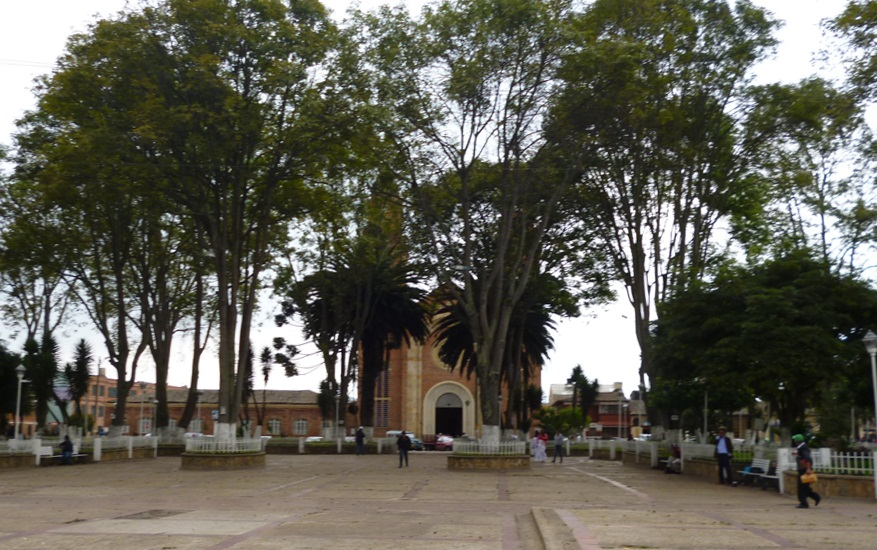
Parque principal de Mosquera

### Fundación del municipio
El 27 de septiembre de 1861, durante el periodo republicano, el general Tomás Cipriano de Mosquera lideró un ejército revolucionario y asumió el poder. Como parte de su gestión, decidió separar a la población de Cuatro Esquinas de Funza y erigir su apellido como municipio en agradecimiento a su presidencia de facto. 

### La presencia salesiana
La comunidad salesiana llegó a Mosquera en 1903, liderada por el acólito Don Silvestre Rabagliati. Instalados en la casa de Don Lorenzo Fonseca, su objetivo principal era inculcar en los jóvenes los valores y enseñanzas de San Juan Bosco, el fundador de la congregación salesiana. Además de formar nuevos discípulos y realizar ejercicios espirituales, la comunidad salesiana tenía como meta contribuir al desarrollo del municipio. Con esta finalidad, confiaron a los jóvenes la construcción de un templo, un cementerio y un colegio.
La comunidad salesiana buscaba transmitir a los jóvenes y sus familias una formación académica y en valores humanos y cristianos de calidad, caracterizada por el amor y la entrega hacia los demás. También se esforzaba por fomentar una toma de conciencia en los jóvenes sobre la importancia de conocer aspectos de la vida salesiana. Este enfoque formativo se basaba en el deseo de brindar a los jóvenes una educación integral que los preparara para un futuro pleno y significativo.

### Ferrocarril de Mosquera

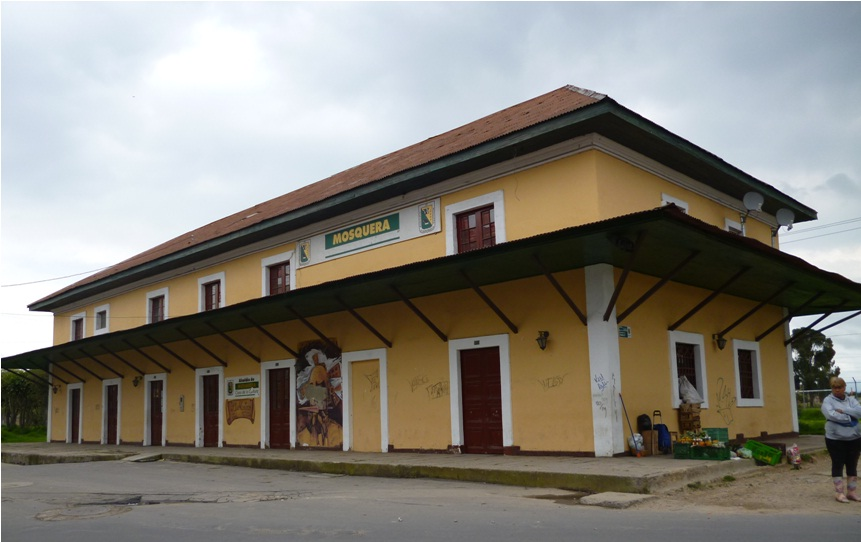
Antigua estación del Ferrocarril de la Sabana en Mosquera. Actualmente es la sede de la Casa de la Cultura municipal.

El Ferrocarril de la Sabana, también conocido como el Tren de la Sabana, fue un servicio de transporte ferroviario que prestó sus servicios desde 1889 hasta 1992, conectando las poblaciones de la parte occidental de la sabana con Bogotá. El Tren de la Sabana fue una pieza clave en la expansión de las vías férreas en Colombia, y fue unificado bajo la administración de los Ferrocarriles Nacionales de Colombia.
La estación de Mosquera fue construida en 1916 y se encontraba ubicada en la esquina de la calle 5 y carrera 3 en el centro histórico del municipio. La estación de Mosquera fue un importante punto de desarrollo para el municipio, debido al flujo diario de pasajeros y carga que atraía.
Sin embargo, con el tiempo, el tren perdió importancia debido a la integración de las poblaciones que conectaba con Bogotá a través de las carreteras, lo que permitió el desarrollo del transporte intermunicipal de pasajeros en buses y el transporte de carga en camiones. Además, las limitaciones técnicas del tren, como la baja potencia, la velocidad de los equipos y el ancho limitado de la vía, no permitieron una modernización viable. Esto llevó a un declive en la importancia del Ferrocarril de la Sabana como forma de transporte.

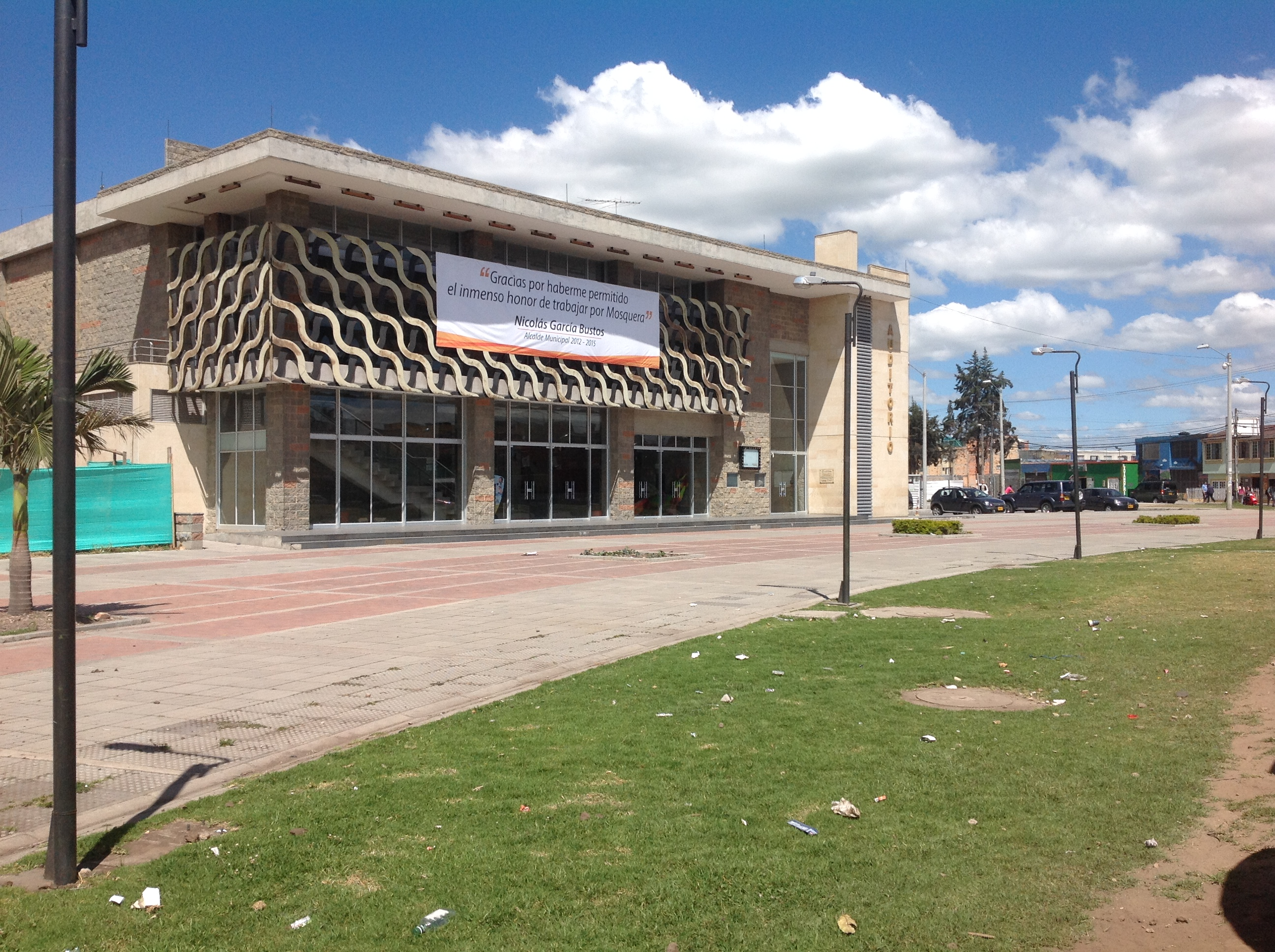
Auditorio de Mosquera

### Urbanización del municipio
Mosquera ha experimentado un crecimiento impresionante, pasando de ser un caserío de 700 habitantes a albergar casi cien mil habitantes en la actualidad. Según el DANE, la tasa de crecimiento del 8.07% refleja la complejidad que ha supuesto dar techo a la creciente población, especialmente en cuanto a la demanda de proyectos de vivienda de interés social. Por esta razón, la creación de soluciones efectivas de vivienda ha sido una de las principales prioridades del municipio para brindar un buen porcentaje de familias que carecen de un hogar adecuado o necesitan mejorar sus espacios.
La formación de barrios en Mosquera comenzó a mediados de la década de 1940 con el propósito de promover el progreso y el desarrollo. Cada habitante buscó su identidad dentro del municipio para construir un municipio moderno. Hoy en día, Mosquera cuenta con 67 barrios legalizados y 30 conjuntos cerrados, que van desde el estrato 1 al 6.
En el siglo XXI, la administración local ha impulsado tanto programas para mejorar la vivienda como esfuerzos para la entrega de viviendas de interés social. Además, el municipio ha planificado mantener un equilibrio social integrando viviendas entre los estratos 4 y 6 en barrios como Panorama, Quintas de Serrezuela, Cortijo de Serrezuela, Quintas del Trébol, Campobelo, Reservas de Alcalá, entre otros. Sin embargo, los barrios emblemáticos del municipio, como Carmen, Bremen, La Esperanza, El Diamante, El Cabrero y Los Puentes, también han sido considerados y mejorados para satisfacer las necesidades de sus habitantes.

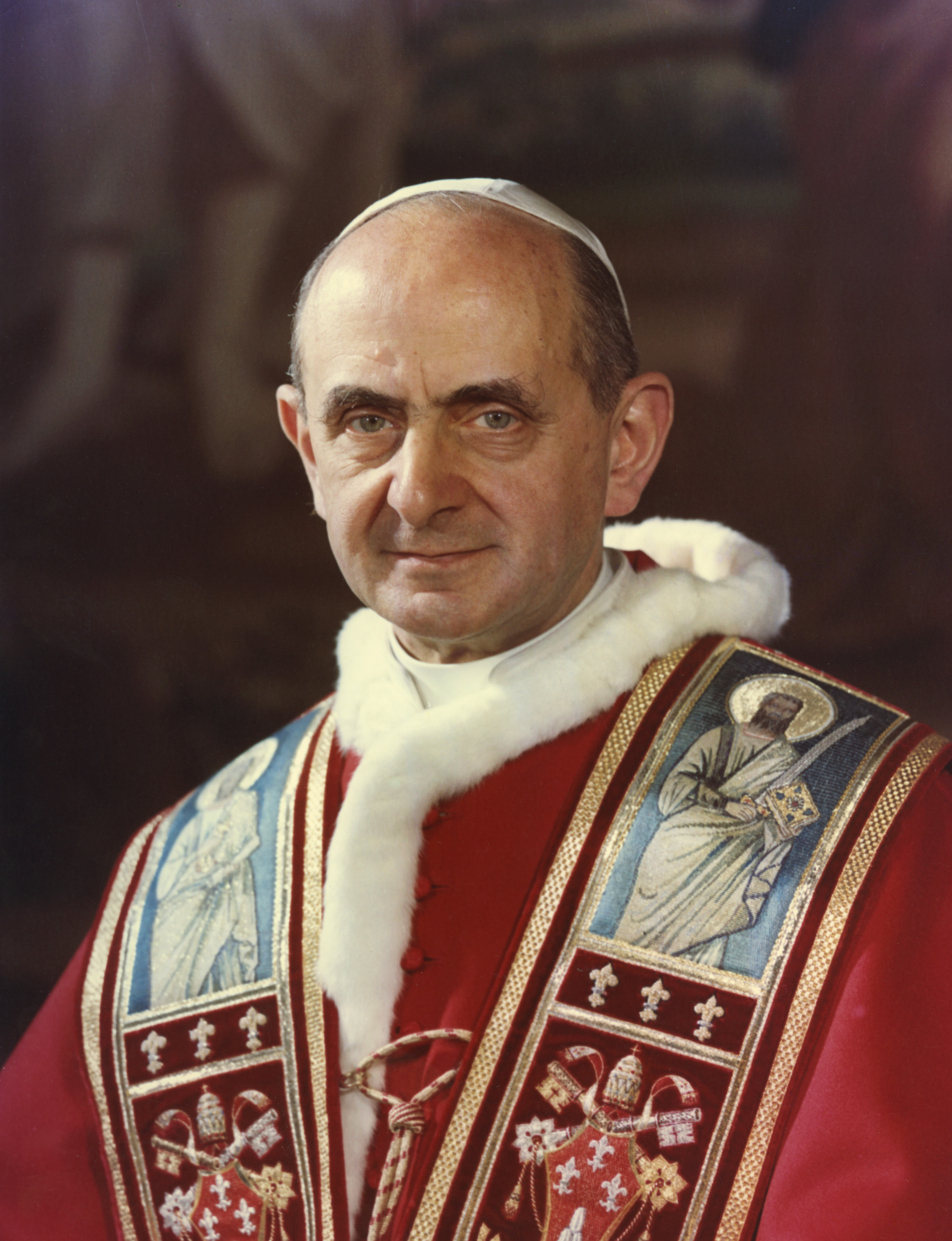
Pablo VI

### Visita del papaPablo VI
El 23 de agosto de 1968, el papa Pablo VI hizo una visita histórica a Colombia en el marco del XXXIX Congreso Eucarístico Internacional, con el lema "Vínculo de amor". Uno de los lugares que tuvo la oportunidad de visitar fue el municipio de Mosquera.
La preparación para recibir al Papa comenzó semanas antes en el municipio, y en el día del encuentro con los campesinos, después de su visita a la Casa de Nariño, se trasladó en helicóptero a la finca San José, ubicada al este de la zona urbana y cercana a la granja experimental Tibaitatá del Instituto Colombiano Agropecuario. Allí fue recibido por más de trescientos mil campesinos que habían viajado desde todas partes de Colombia y algunos países vecinos. Durante una hora, el papa recorrió la zona en un jeep, generando un ambiente de gran entusiasmo y alegría entre los asistentes, quienes aplaudían, agitaban pañuelos y pancartas y lanzaban orquídeas en su honor.
Desde la tribuna, el Papa se dirigió a los campesinos hablando sobre la doctrina social cristiana y la opción preferencial evangélica de la iglesia por los pobres. Este discurso fue el momento en que se hizo evidente en Hispanoamérica el llamado del Papa contra la violencia y la revolución, y él proclamó un saludo especial para los campesinos de Colombia, América Latina y todos los trabajadores del campo en el mundo.
Luego de presidir la eucaristía para una gran concentración de trabajadores, empresarios y universitarios en el campo eucarístico, el Papa se reunió con el cuerpo diplomático y altas autoridades extranjeras que habían llegado a Bogotá para participar en el Congreso Eucarístico Internacional.
La visita del Papa a Colombia durante el Congreso Eucarístico Internacional fue una fuente de renovación para la iglesia colombiana y especialmente para la arquidiócesis de Bogotá. La iglesia colombiana hizo un esfuerzo sin precedentes para reavivar y modernizar el espíritu de los católicos, siguiendo las enseñanzas recientes del Concilio Vaticano II.

### Plaza de toros
Durante el periodo comprendido entre 1967 y 1968, se llevó a cabo la construcción de la plaza de toros La Castoreña en Mosquera. Esta imponente estructura fue concebida por el reconocido artífice taurino Heliodoro González, quien a esa época contaba con 20 años de experiencia como picador y gozaba de un gran prestigio en el mundo taurino, además de contar con los recursos necesarios para llevar a cabo este ambicioso proyecto. La plaza de toros tenía una capacidad aproximada de 3,000 personas y se encontraba en el mismo lugar donde hoy se ubica el hospital del municipio. En esta plaza se llevaban a cabo ferias y fiestas del municipio, que eran presididas por reconocidos personajes del mundo artístico como Félix López, José Villalobos, Víctor Jurado y Alfonso Rojas, quienes deslumbraban a la multitud con sus peripecias y habilidades histriónicas mientras hacían de payasos o disfrazados de mujeres. Sin embargo, 13 años después de su construcción, La Castoreña dejó de existir para darle paso al Hospital de Mosquera.

## Cultura y turismo

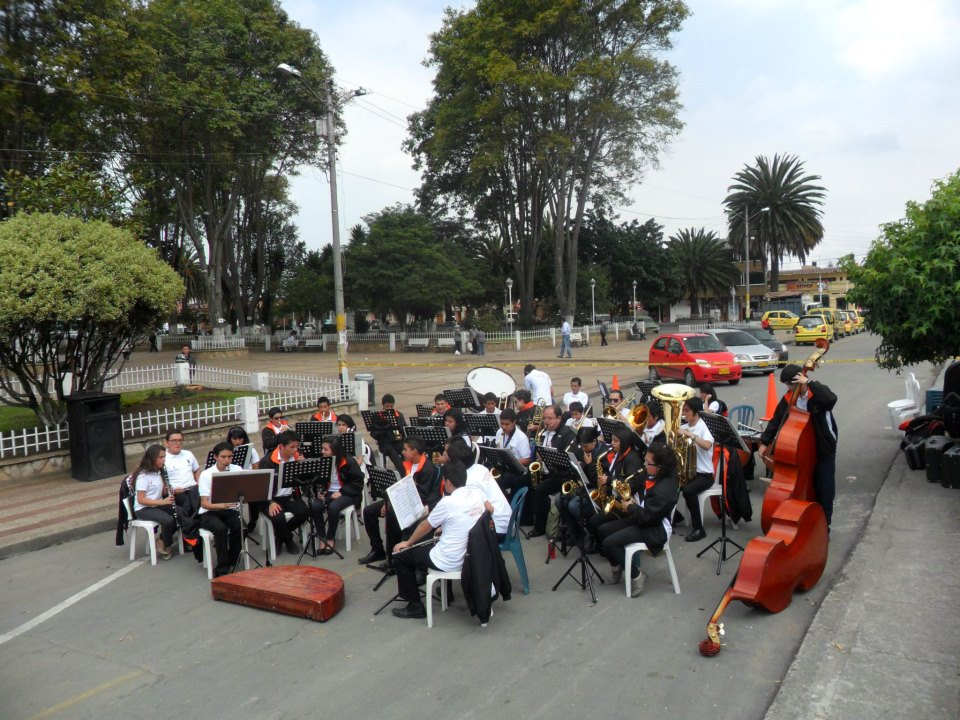
Banda sinfónica de Mosquera.

Mosquera cuenta con varios sitios turísticos, la mayoría reconocidos por su antigüedad; también cuenta con diversas actividades y festividades culturales como el Festival Cultural y Deportivo Recrearte, que se celebra cada año y que cuenta con muestras folclóricas, deportivas y culturales del municipio; también se conmemora la Semana Cultural, que se ha llevado a cabo desde 1995, en la que se celebra el aniversario de Mosquera. También cuenta con festividades anuales como el Festival de Tunas, Vacaciones Recreativas, Festival del Viento, Noche de las Velitas, Novenas Navideñas y desde el año 2014 el Festival Internacional de Teatro de Mosquera.

### Sitios importantes
Piedras de Usca: Ubicadas al occidente del municipio ingresando a la carretera sur del lago La Herrera desde La Perimetral de Occidente, caserío Los Puentes, comprende 20 piedras y 4 paredes verticales con vestigios de pictogramas y algunos petroglifos que narran las primeras palabras, símbolos e imágenes del pasado indígena (muisca y panche) .No obstante su belleza, las piedras de Usca se ven afectadas por la explotación indiscriminada por parte de grandes industrias mineras que han acabado con gran parte de estos vestigios indígenas por lo que tienden a desaparecer paulatinamente.
Puente Grande, se debe a la construcción de un gran puente, superior a todo lo que se conocía, que esta sobre el río Bogotá en la calzada occidental, y que separa a Mosquera de Fontibón. El puente hecho de piedra y cemento con siete arcos, fue construido por el gobernador del Nuevo Reino de Granada, Don Diego de Egües y Beaumond en el año de 1664. Hasta la construcción del Ferrocarril de la Sabana (1889), fue la vía comercial más transitada de la región.
Otros sitios se destacan: 
- Hacienda Vista Hermosa
- Hacienda de Venecia
- Piedras del cerro de las Cátedras
- Auditorio municipal
- Biblioteca Pública San Juan Bosco
- Parque Principal del Trébol
- Teatro municipal de Mosquera

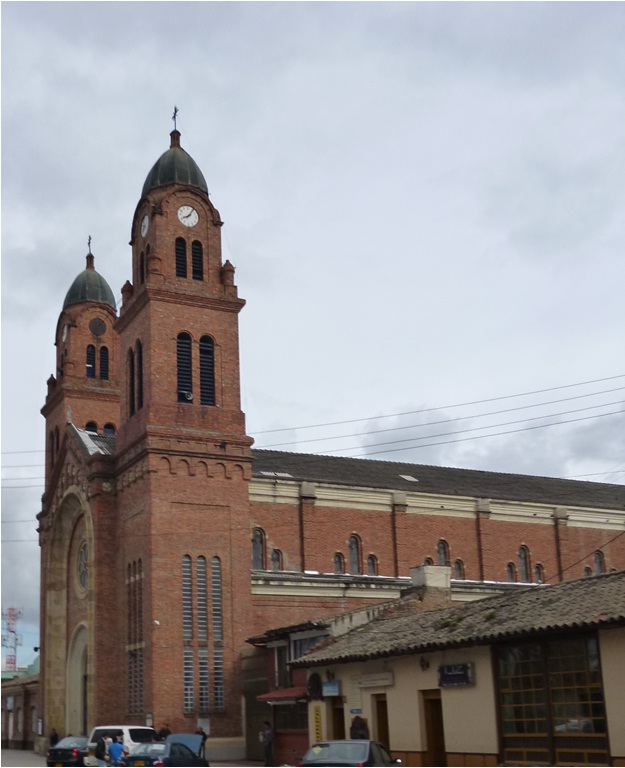
Iglesia María Auxiliadora.

Parroquia de María Auxiliadora: parroquia María Auxiliadora: Se empezó a construir desde 1905 a cargo del Padre Mauricio Arato, quien fue director de la Casa salesiana, los planos fueron diseñados pro Ruperto Ferrerira, la obra se terminaría sino hasta 1951, dado que inicialmente fue de adobe y teja de barro cocido y luego la estructura con la que se conoce actualmente con estilo neorrománico a cargo del arquitecto español Constantino de Castro, de tres naves de cincuenta metros de longitud por veinte de ancho, dieciséis metros de alto en la parte central, y ocho en las laterales. Las torres, treinta y seis metros de altura.

## Símbolos
- Bandera: Está compuesta por dos franjas diagonales, la superior amarilla y la inferior verde, Porque amarillas son las Espigas que adornan sus campos. De color verde la parte inferior, representa la virtud de la esperanza.
- Escudo: El escudo está compuesto por dos franjas diagonales amarillo y verde y a los lados la palabra "Municipio de Mosquera Cundinamarca" representa la Riqueza, la Soberanía y la Justicia, los elementos que la conforman son una espiga, por sus cultivos de trigo y de cebada, una vaca que representa el ganado y un libro que representa la inteligencia humana y la educación.[9]
- Himno:  La música y la letra del Himno de Mosquera es de Raúl Rasero y los arreglos especiales de Carlos Peralta V.[10]

## Economía

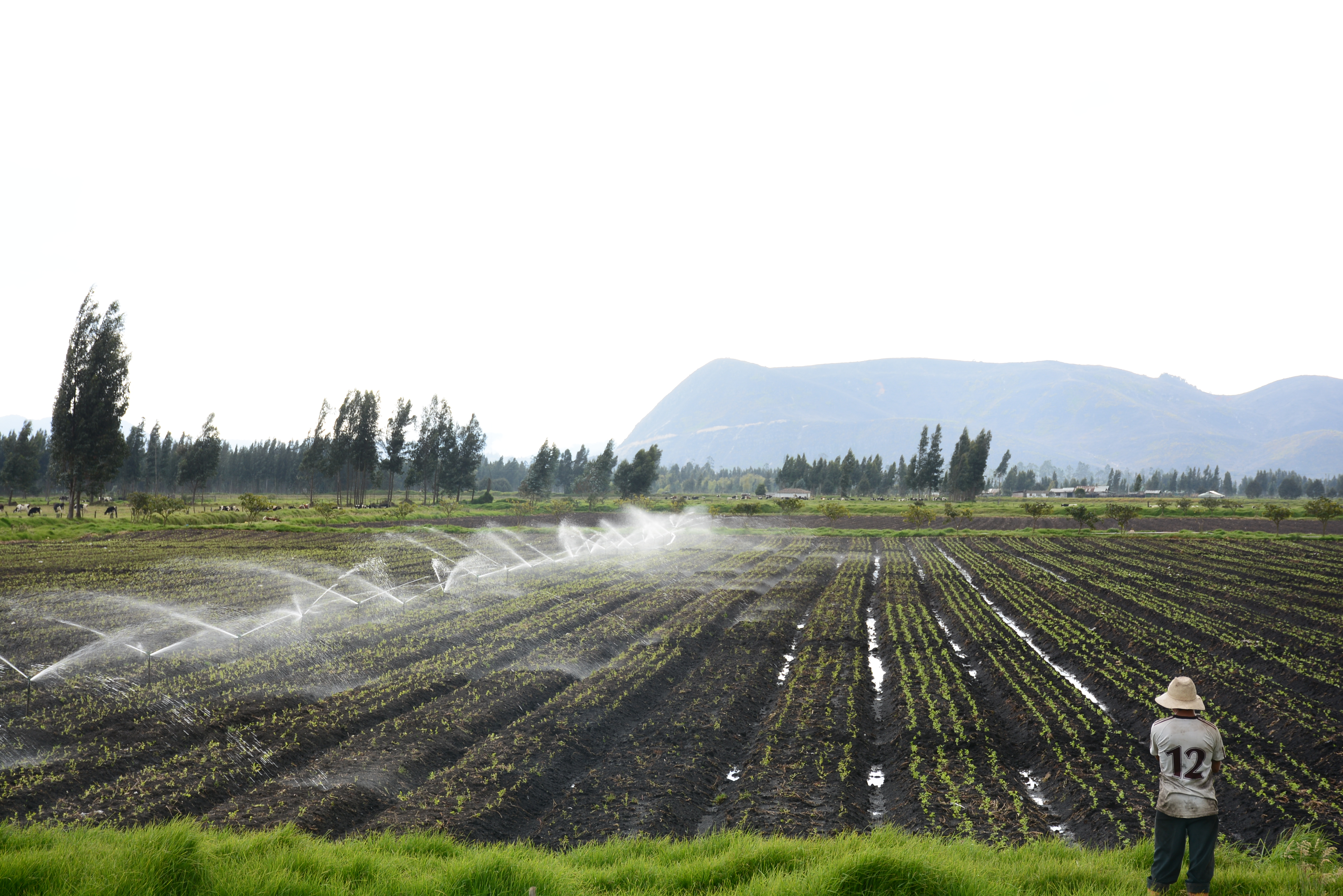
Cultivos en Mosquera.

El municipio cuenta con una importante actividad agrícola en la que se destaca la ganadería lechera y una de sus fortalezas radica en las grandes haciendas que se dedican a esta actividad y a la calidad excepcional de sus tierras. Su crecimiento ha sido notable en los cultivos como espinacas, coliflor, lechuga, zanahoria, apio, ajos, papa y arveja entre otras. Se ha tecnificado la siembra y recolección. Aunque en Mosquera se cultivan flores como en el caso de Funza y Madrid, Mosquera se destaca más en el cultivo de verduras. En ganadería se explota la raza Holstein y Normanda, para lechería y carnes, la cría y ceba de especies menores como cerdos y pollos. El sector de comercio y servicios está representando por establecimientos comerciales como almacenes, salones de belleza, confecciones, droguerías, centros de cómputo, supermercados, restaurantes, etc.
En Mosquera hay un 62% del sector industrial cuenta con 237 empresas registradas en la cámara de comercio de Facatativá al año 2010, pero solo 274 según el censo el 2005, 28% unipersonales, 42% microempresas entre 2-5 trabajadores, 16% son microempresas de 6-10 trabajadores (48 empresas) con una mejor perspectiva de crecimiento y generan empleo. Mosquera cuenta con varias empresas de productos alimenticios: Doria S.A.S, Molinos El Lobo S.A., Fiberglass Colombia S.A. Purina Nestle S.A.

## Educación
En el municipio comprende varios colegios como:
- Institución Educativa Antonio Nariño.
- Institución Educativa Roberto Velandia.
- Institución Educativa Compartir de Mosquera.
- Institución Educativa Juan Luis Londoño.
- Institución Educativa La Merced.
- Institución Educativa La Paz.
- Institución Educativa Mayor de Mosquera.
- Institución Educativa La Armonía.
- Instituto Salesiano San José
- Colegio Cooperativo Tomás Cipriano de Mosquera

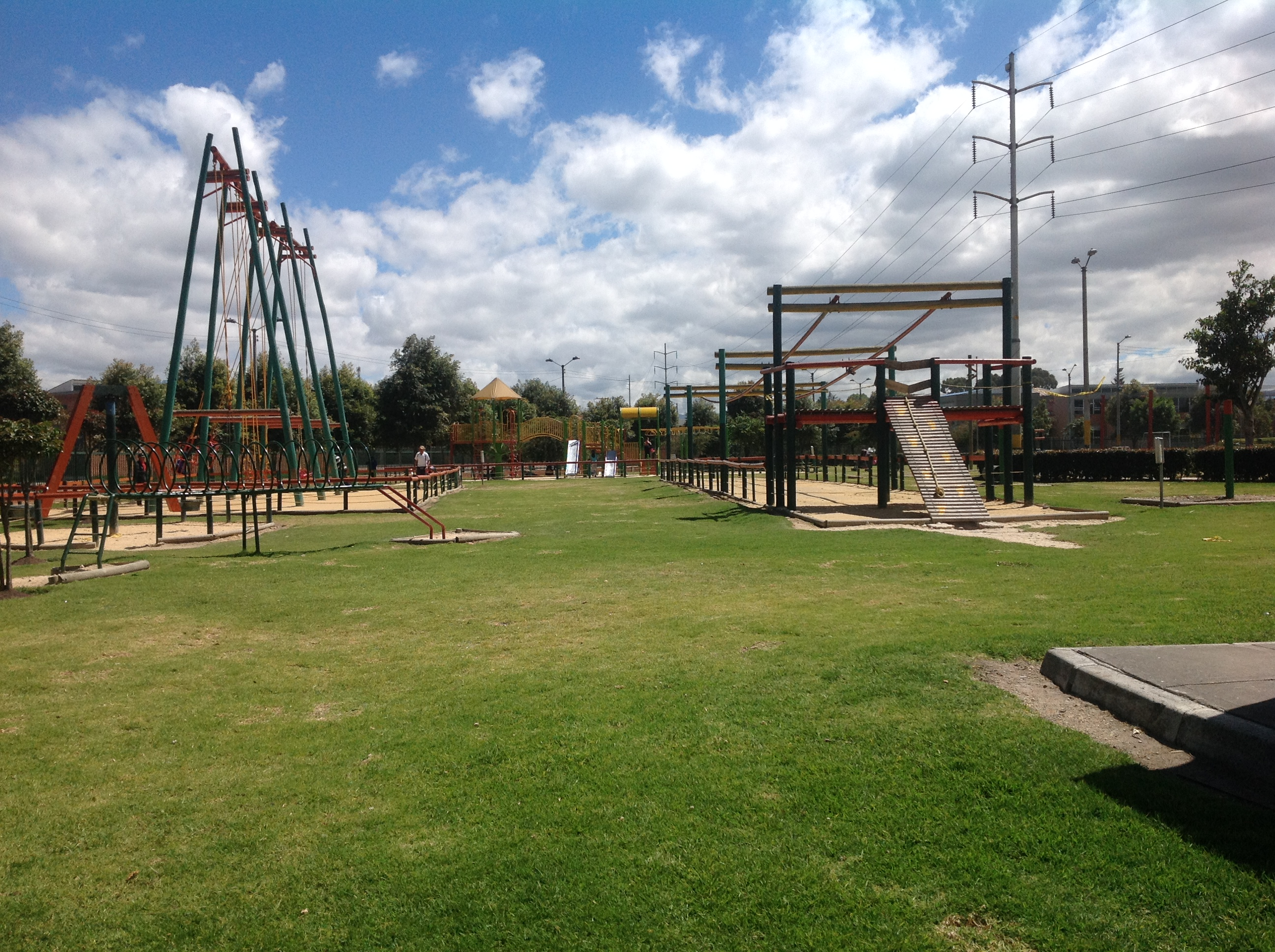
Parque del Trébol - Mosquera

## Movilidad
A Mosquera se accede desde Bogotá (Avenida Centenario hasta el río Bogotá) hacia la Troncal de Occidente hasta Madrid y Facatativá, Por Soacha (desde la avenida Indumil) por la vía Mondoñedo y por Funza (desde el norte), ambas por la Perimetral de Occidente. En cualquier caso hay un considerable servicio intermunicipal de buses desde cualquier punto de la capital y la Sabana.
Una parte mínima de Mosquera, la vereda San José, está conectada por la Avenida Longitudinal de Occidente entre Bogotá (Localidad de Bosa, carrera 106) y Soacha (vereda Canoas) sin ninguna otra conexión por el resto del municipio y pendiente de construcción desde el lado bogotano.
A futuro Mosquera formará parte del Tren de Cercanías de la Sabana, que conectará al centro de Bogotá con Facatativá, con su propia estación de acceso y también opcionalidad de conexiones con el sistema de transporte público bogotano.

## Servicios públicos
- Energía Eléctrica: Enel, es la empresa prestadora del servicio de energía eléctrica.
- Gas Natural: Vanti es la empresa distribuidora y comercializadora de gas natural en el municipio.